# Domafolket
Doma, även Vadoma, Wadoma (singular Mudoma) är en shonatalande stam av bantufolket som lever i västra Zimbabwe, och i synnerhet i distrikten Urungwe och Sipolilo på Zambeziflodens floddal. De har inte mycket kontakt med bantufolkets majoritet.

## Arvseffekter
En majoritet av stammen har något som kallas ektrodaktyli där de tre mellersta tårna inte finns och de två yttre är inåtsvängda, vilket resulterar i att stammen är känd som den "tvåtåade" eller "strutsfotade" stammen. 

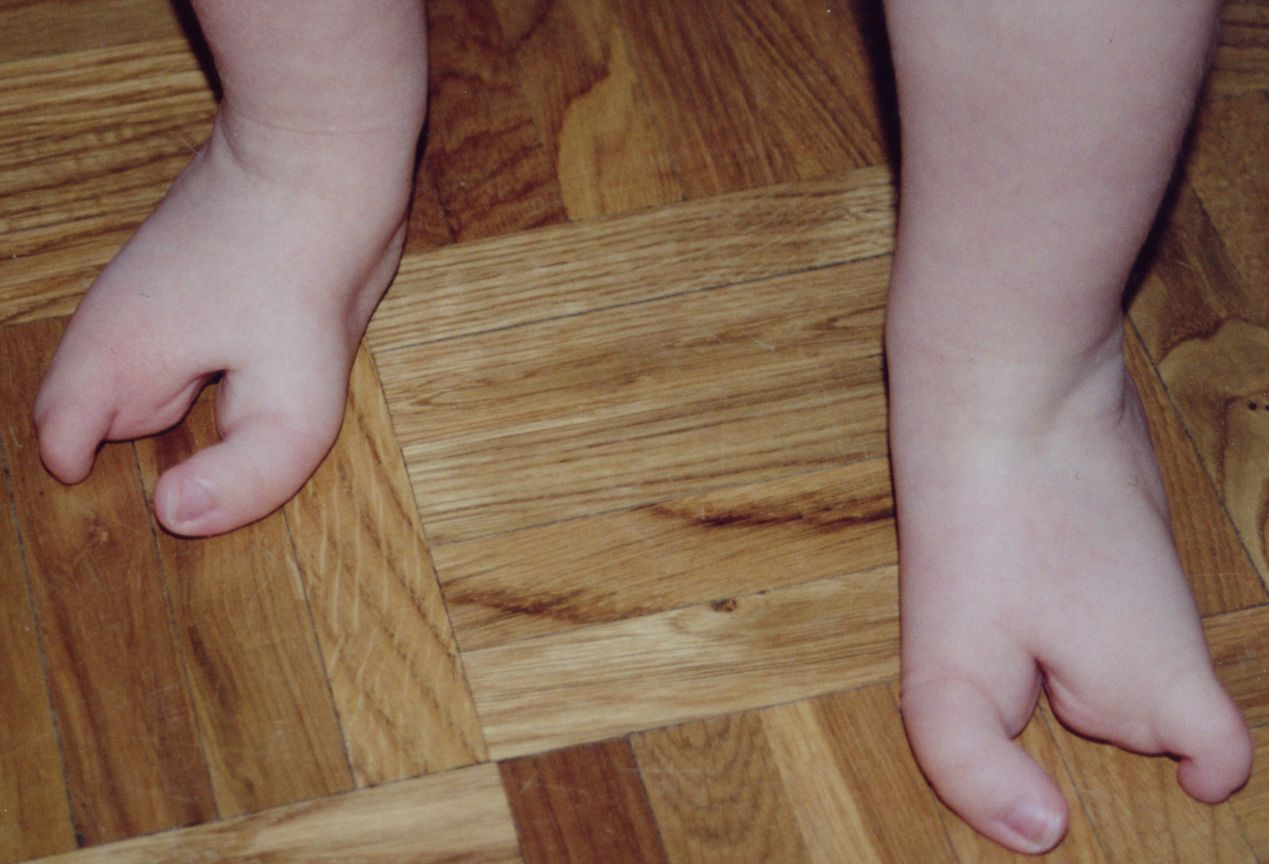

 Tillståndet är ett dominant anlag som är ett resultat av en mutation på kromosom nummer sju. Det rapporteras att de som har tillståndet inte är handikappade utan väl integrerade i stammen, och att det kan hjälpa till vid trädklättring. Kalanga från Kalahariöken har också ett antal medlemmar med ektrodaktyli, och dessa kan vara besläktade.
Vadoma är ett vanligt exempel på arvseffekter på små populationsstorlekar på genetiska defekter och mutationer. På grund av Vadomas stams isolering har de utvecklat och behållet ektdodaktyli, och på grund av den jämförelsevis lilla genbanken är tillståndet mycket vanligare än på andra ställen.